# Federación de Fútbol de Samoa Americana
La Federación de Fútbol de Samoa Americana es la organización a cargo de organizar la competencia a nivel clubes del país, la Liga de Fútbol FFAS, la Copa Presidente FFAS y de administrar tanto la selección masculina como la femenina.
Fue fundada en 1984 y se afilió a la OFC y la FIFA en 1998.